# Max Fabiani

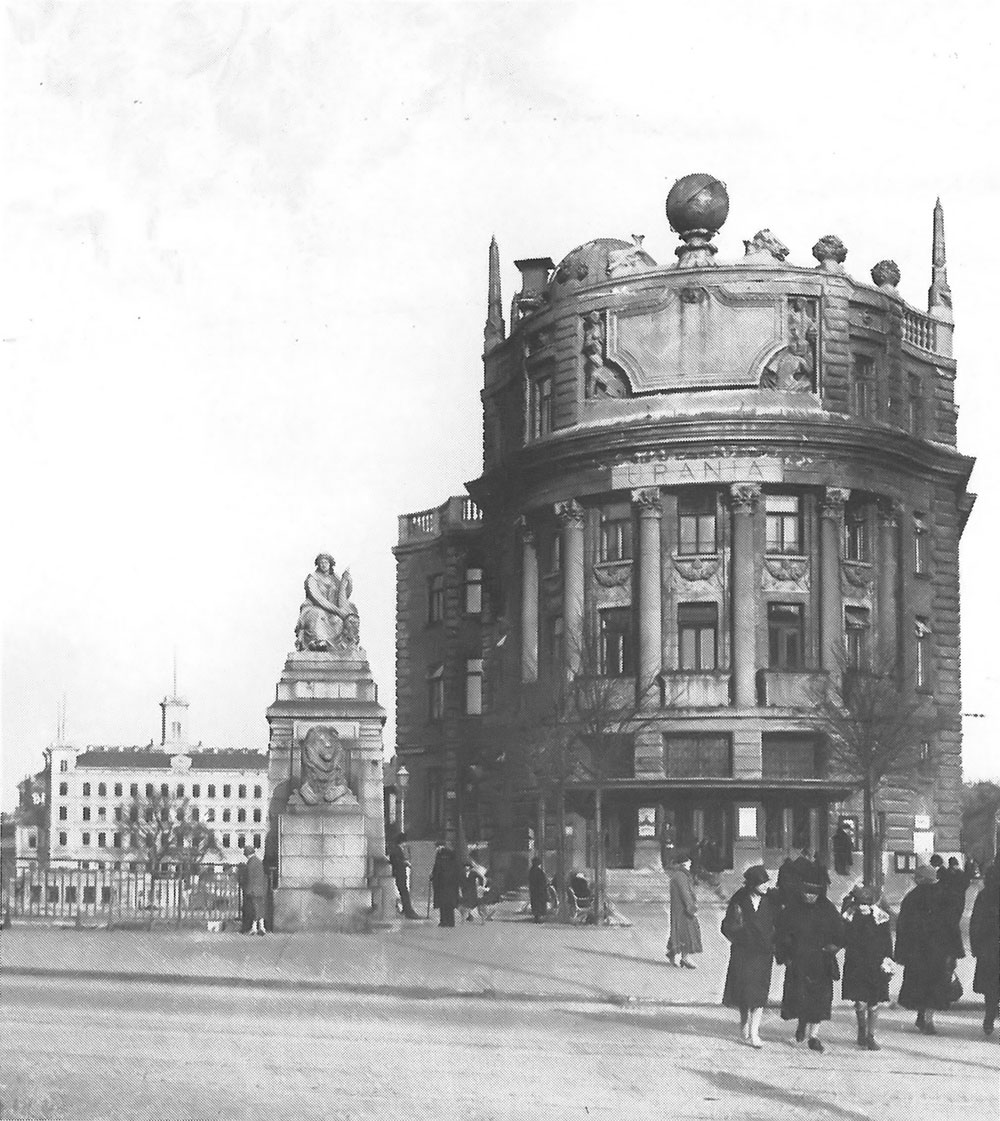
Urania i Wien omkring 1910

Max Fabiani (född 29 april 1865 i Kobdil (i nuvarande Slovenien), död 18 augusti  1962), arkitekt verksam i Wien och Ljubljana, en av secessionismens arkitekter.
Fabiani studerade till arkitekt vid Technische Hochschule Wien från 1882 till 1889. Efter en studieresa till flera europeiska länder var han i två år anställd hos Otto Wagner i Wien. Hans mest uppmärksammade egna verk är affärs- och bostadshuset Portois & Fix på Ungargasse i Wien från 1900 vilket har en fasad klädd med keramiska plattor i ett abstrakt mönster.
En annan av Fabianis byggnader är Urania i Wien från 1910.